# إنديا مارتينيز
إنديا مارتينيز (بالإسبانية: India Martínez)‏ هي مغنية إسبانية، ولدت في 13 أكتوبر 1985 في قرطبة في إسبانيا.

## وصلات خارجية
- الموقع الرسمي
- إنديا مارتينيز على موقع IMDb (الإنجليزية)
- إنديا مارتينيز على موقع ميوزك برينز (الإنجليزية)
- إنديا مارتينيز على موقع أول ميوزيك (الإنجليزية)
- إنديا مارتينيز على موقع ديسكوغز (الإنجليزية)
- إنديا مارتينيز على موقع قاعدة بيانات الفيلم (الإنجليزية)